# 勒福 (菲尼斯泰尔省)
勒福是法国菲尼斯泰尔省的一个市镇，属于沙托兰区（Châteaulin）勒福县（Le Faou）。该市镇总面积11.85平方公里，2009年时的人口为1759人。

## 人口
勒福人口变化图示